# SSP Chowrasia

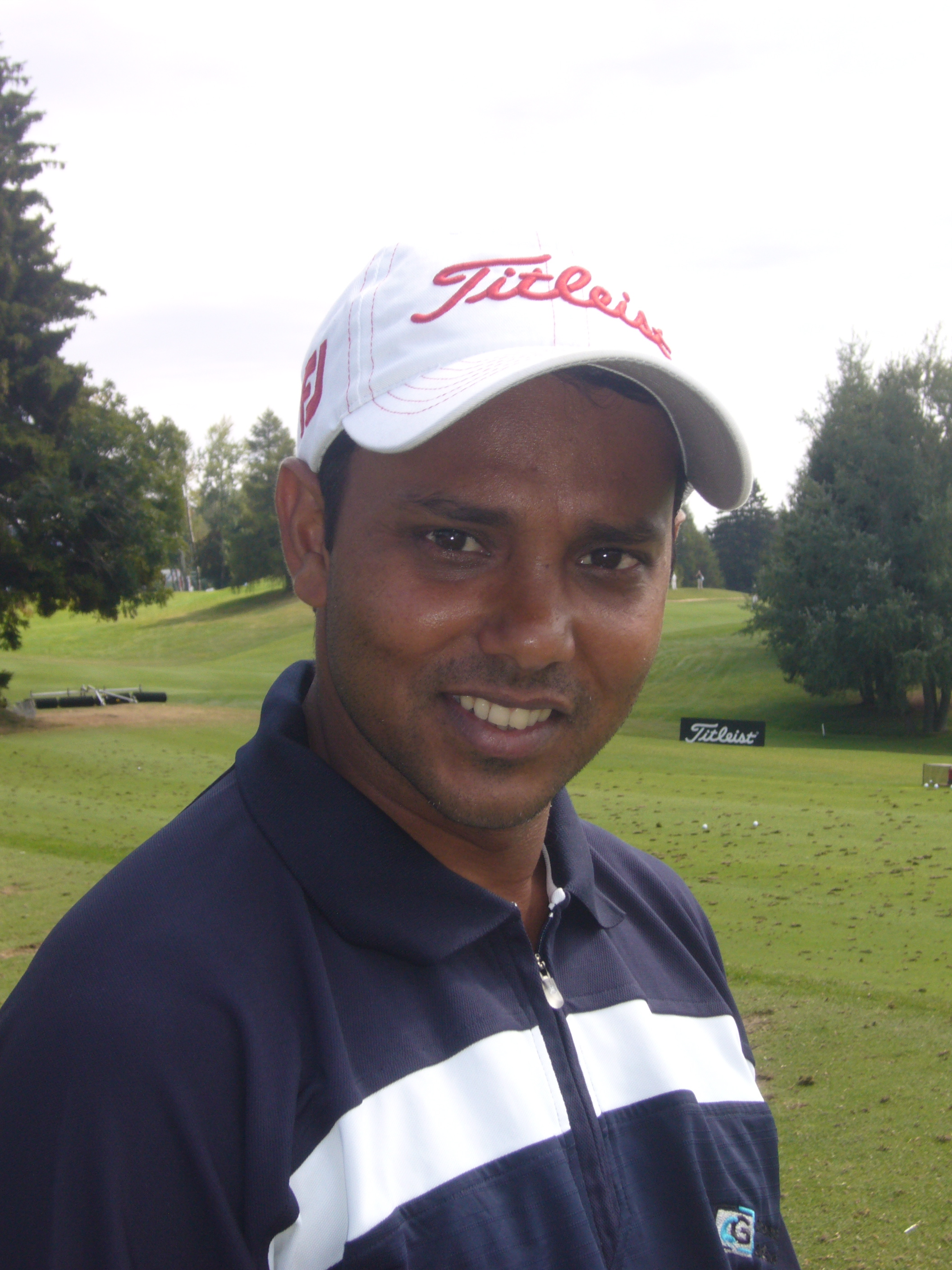
European Masters in Crans.

Shiv Shankar Prasad Chowrasia (Calcutta, 15 mei 1978) is een golfprofessional uit India. Op toernooilijsten staat zijn naam vermeld als SSP Chowrasia.

## Jeugd
De vader van Chowrasia was greenkeeper op de Royal Calcutta Golf Club in Calcutta. Hier begon Chowrasia op tienjarige leeftijd met golf en werkte daar enkele jaren als caddie. Nu wordt hij ook wel "Chipputtsia" genoemd omdat zijn korte werk zo goed is. 

## Professional
Chowrasia werd in 1997 professional en speelde de eerste jaren op de Tour in India. Het prijzengeld was niet erg hoog en eind 2008 had hij iets meer dan duizend dollar verdiend. Het jaar daarop werd hij tweede achter Arjun Atwal bij het Indian Open, dat op zijn club werd gespeeld. Daarna verzamelde hij acht overwinningen en verloor bij het Hero Honda Indian Open in 2006 de play-off tegen Jyoti Randhawa. Sindsdien speelt hij op de Aziatische PGA Tour (AT).  Sinds het winnen van de eerste Indian Masters in februari 2008 speelt hij ook op de Europese PGA Tour (ET). Eind augustus 2009 staat hij nummer 197 op de lijst van de Race To Dubai.

## Gewonnen

#### India
- 2001: Singhania Open
- 2003: HT Pro Golf, Tata Open, Hero Honda Open, NGC Open
- 2005: Singhania Open, Tata Open
- 2006: Singhania Open, Tata Open, Hindu Open

#### Aziatische Tour
- 2008: Indian Masters
- 2011: Avantha Masters
- 2016: Indian Open

#### Europese Tour
- 2008: Indian Masters
- 2011: Avantha Masters
- 2016: Indian Open

#### Indian Masters 2008
De eerste editie van de Emaar-MGF Indian Masters werd op de Delhi Golf Club georganiseerd en had een spelersveld met o.a. Ernie Els, Thomas Bjørn, Maarten Lafeber en Ross McGowan. Van India deden o.a. Arjun Atwal, Gaurav Ghei en Digvijay Singh mee. Chowrasia won het evenement met vier rondes onder par en een totaal van -9. Damien McGrane werd tweede, Maarten Lafeber en Ernie Els werden zesde.
Chowrasia stond voor het toernooi op nummer 388 van de wereldranglijst, door deze overwinning steeg hij naar de 119de plaats, en tevens naar de top van de Order of Merit van de Aziatische PGA Tour (AT). Hij is de derde speler uit India die een toernooi op de Europese PGA Tour wint, na Jeev Milkha Singh  and Arjun Atwal, en krijgt twee jaar speelrecht voor de Europese Tour (ET).
Dat speelrecht liep af toen hij de Avantha Masters in 2011 speelde. Hij won het toernooi opnieuw en heeft weer twee jaar speelrecht verdiend.  